# Islamische Legion
Die islamische Legion (arabisch الفيلق الإسلامي, DMG al-Failaq al-Islāmī), manchmal auch Islamisch Pan-Afrikanische Legion genannt, war eine von Libyen gesponserte, paramilitärische Einheit, gegründet im Jahr 1972. Die Legion war Teil von Muammar al-Gaddafis Traum der Schaffung eines Großen Islamischen Staates des Sahel. 833 bis 1666 Dollar monatlichen Sold offerierte Libyen Anwerbungswilligen in den 1980er Jahren.

## Gründung
Gaddafi, der im September 1969 mit einem Putsch in Libyen an die Macht kam, war nicht nur ein Panafrikanist, sondern glaubte auch an die Überlegenheit der arabischen Kultur. Seine Feindschaft gegenüber der tschadischen Regierung von Präsident François Tombalbaye wurde zumindest durch Tombalbayes afrikanische und christliche Abstammung begründet. Gaddafi ließ die Volksgruppe der Tubu aus der libyschen Provinz Fezzan in den Tschad vertreiben. Gaddafi unterstützte die sudanesische Regierung von Gaafar Nimeiry, bezeichnete sie als „Arabische Nationalistische Revolutionäre Bewegung“ und bot bei einem Treffen 1971 sogar an, die beiden Länder zu vereinen. Gaddafis Pläne zur friedlichen Schaffung einer „Arabischen Union“ wurden jedoch zunichtegemacht, als Nimeiry sein Angebot ablehnte und 1972 das Addis-Abeba-Abkommen unterschrieb, das den ersten sudanesischen Bürgerkrieg beendete, der mit dem christlich-animistischen Süden ausgefochten wurde. Gaddafis Definition von „arabisch“ war dabei breit angelegt und schloss so auch die Tuareg in Mali und Niger mit ein, ebenso wie die Zaghawa im Tschad und im Sudan.
1972 gründete Gaddafi die Islamische Legion als Hilfsmittel, um die Region zu vereinen und zu arabisieren. Der Fokus der Legion lag dabei zuerst auf dem Tschad und dann dem Sudan. In der sudanesischen Provinz Darfur unterstützte Gaddafi die Gründung der „Arabischen Vereinigung“(Tajammu al-Arabi), die laut Gérard Prunier eine „militant rassistische und panarabische Organisation war, die den arabischen Charakter der Provinz belastete“. Diese beiden Organisationen teilten sich Mitglieder und Nachschubquelle, so dass die Unterscheidung zwischen beiden oft unklar ist.

## Die Legion
Die Islamische Legion bestand großteils aus Einwanderern aus ärmeren Staaten der Sahelzone, aber auch aus tausenden Pakistani, die 1981 rekrutiert worden waren, mit dem falschen Versprechen ziviler Jobs. Generell waren die Mitglieder der Islamischen Legion meist nach Libyen eingewandert, ohne jemals kämpfen zu wollen, außerdem waren sie oft nur unzulänglich militärisch ausgebildet worden und litten unter mangelnder Unterstützung. Ein französischer Journalist im Tschad beschrieb sie als „Fremde, Araber oder Afrikaner, Söldner gegen sich selbst, Wichte, die in der Hoffnung auf einen zivilen Job nach Libyen gekommen waren, sich stattdessen mehr oder weniger zwangsverpflichtet im Kampf in einer unbekannte Wüste wiederfanden.“
Laut dem Internationalen Institut für Strategische Studien war die Einheit in eine gepanzerte, eine Infanterie- und eine Kommandobrigade gegliedert. Ausgerüstet waren sie mit T-54-, T-55-Panzern, gepanzerten Mannschaftstransportern und EE-9 Cascavel-Radpanzern. Laut Berichten hat die Legion 1980 an Kämpfen im Tschad teilgenommen und wurde von Gaddafi für ihren dortigen Erfolg gelobt. Jedoch wird auch angenommen, dass die meisten der pro-libyschen Kämpfer, die vor den tschadischen Angriffen im März 1987 flohen, Angehörige der Legion waren.
Gaddafi sandte Islamische Legionäre auch nach Uganda, Palästina, Syrien und dem Libanon, aber die Legion wird meist mit dem Libysch-Tschadischen Krieg in Verbindung gebracht, wo im Jahr 1980 geschätzt 7.000 Legionäre an der zweiten Schlacht von N’Djamena teilgenommen haben und ihre Kampfweise meist wegen ihrer Untauglichkeit auffiel. Während der Offensive 1983 soll auch das marxistische Regime im Benin Kämpfer zur Islamischen Legion entsandt haben. Am Anfang der libyschen Offensive 1987 im Tschad unterhielt die Legion auch eine 2.000 Mann starke Abteilung in Darfur. Die beinahe ständigen grenzübergreifenden Überfälle der Legion trugen stark zum ethnischen Konflikt in Darfur bei, in dem zwischen 1985 und 1988 ungefähr 9.000 Menschen starben.
Die Legion wurde von Gaddafi schließlich 1987 aufgelöst, nach der endgültigen Niederlage im „Toyota Krieg“ im Tschad und dem libyschen Rückzug aus diesem Land, aber die Auswirkungen der Legion sind in der Region immer noch spürbar. So sollen manche der Dschandschawid-Anführer als Legionäre in Libyen ausgebildet worden sein, da viele Darfuri-Anhänger der sudanischen „Ummah Party“ in den 1970ern und 1980ern ins Exil in Libyen gehen mussten.
Die Legion hatte einen starken Einfluss auf das Leben der Tuareg in Mali und Niger. Eine Serie schwerer Dürren hatte viele junge Tuareg zum Auswandern nach Libyen gezwungen, wo viele für die Legion rekrutiert und indoktriniert wurden, ihre Stammesführer abzulehnen und die Regierungen zu bekämpfen, die die Tuareg von der Macht ausschlossen. Nach der Auflösung der Legion kehrten diese Männer in ihre Herkunftsländer zurück und spielten eine wichtige Rolle bei den Tuareg-Rebellionen, die 1989 bis 1990 diese beiden Länder erschütterten.

## Nachspiel
Die Bemühungen Gaddafis, eine vereinte arabische Streitmacht zu formen, gingen auch danach weiter; immer wieder gab es Pläne zur Gründung einer Arabischen Legion. Laut der libyschen Presse wäre ihr Ziel, zirka 1 Million männliche und weibliche Kämpfer aufzustellen für die „Große Arabische Schlacht“: die Schlacht zur Befreiung Palästinas, die Überwindung der reaktionären Regime, Vernichtung der Grenzen, Tore und Hindernisse zwischen den Ländern der arabischen Bevölkerung und Schaffung einer einzigen Arabischen Volksrepublik (arabisch: Dschamahirija, in anderer Schreibweise auch ‚Jamahiriya‘) vom Ozean bis zum Golf. Im März 1985 wurde verkündet, dass das Nationale Kommando der Revolutionären Streitkräfte in der Arabischen Nation gegründet worden sei, mit Gaddafi als deren Anführer.  Kleinere radikale arabische Gruppen aus dem Libanon, Tunesien, dem Sudan, dem Irak, den Golfstaaten und Jordanien waren bei der Gründung vertreten, auch Abgeordnete der syrischen Baath-Partei und radikale Palästinensergruppen. Jeder dieser Teilnehmer sah schätzungsweise zirka 10 Prozent seiner Männer für den Dienst unter dem neuen Kommando vor. Bis April 1987 gab es keine Information zur Existenz dieser Miliz.